# Liste de musées au Nigeria
Pour les autres articles nationaux ou selon les autres juridictions, voir Liste des musées par pays.
Cet article présente une liste non exhaustive de musées au Nigeria, classés par ville.

## Benin City(ex-Edo)
- Benin City National Museum (en)
- Musée Edo d'art de l'Afrique de l'Ouest (en), en construction (2022)

## Calabar
- Musée de Calabar (ancienne résidence du gouverneur colonial)
- Musée national de Calabar (Conseil du centre culturel)

## Ibadan
- Musée national d'Ibadan (Ibadan National Museum)
- Université d'Ibadan
  - Musée de l'Institut d'études africaines (Institute of African Studies Museum)
  - Musée d'archéologie et d'ethnographie (Museum of Archaelogy and Ethnography)
  - Musée Odinani (Odinani Museum)
  - Musée zoologique (Zoology Museum)

## Ife
- Musée d'histoire naturelle (Université Obafemi-Awolowo)
- Musée d'Ile Ife

## Jos
- Institut d'archéologie et d'études muséales (Institute of Archaeology and Museum Studies)
- Musée de Jos (en)

## Lagos
- Centre d'art africain noir et de la civilisation (Centre for Black and African Art and Civilisation ou CBAAC Museum)
- Galerie nationale d'art moderne (en)
- Musée Didi
- Musée national du Nigeria
  - Musée virtuel d'art moderne nigérian (en)

## Osogbo
- Musée national d'Osogbo (National Museum of Osogbo)
- Musée Ulli Beier (en)

## Port Harcourt
- Institut et musée Jez (Jez Institute and Museum)
- Musée de Port Harcourt (Port Harcourt Museum)
- Musée de l'université de Port Harcourt (University of Port Harcourt Museum)

## Autres villes
- Complexe du musée de la maison d'Arewa (Arewa House Museum Complex), Arewa
- Galerie nationale d'art (National Gallery of Art), Nkpor
- Musée de l'Armée du Nigeria (Nigerian Army Museum), Zaria
- Musée du bureau d'histoire et de la culture Waziri Junaidu (Waziri Junaidu History and Culture Bureau Museum), Sokoto
- Musée de Dikwa (Dikwa Museum), Maiduguri
- Living Research Museum / Gallery - Institute of African Studies, Nsukka
- Museum of the Geological - Survey Departement, Kaduna
- Musée d'Abeokuta (Abeokuta Museum), Abeokuta
- Musée national de Benin City (en), Benin City
- Musée d'Enugu (Enugu Museum), Enugu
- Musée d'Esiẹ (en), Esiẹ (en), État de Kwara
- Musée Gidan Makama de Kano (en), Kano
- Musée national de la guerre (National War Museum), Umuahia
- Musée national de l'histoire coloniale (National Museum of Colonial History), Aba
- Musée d'Ilorin (Ilorin Museum), Ilorin
- Musée de Kaduna (en), Kaduna
- Musée Kanta (en), Argungu, État de Kebbi
- Musée de Maiduguri (Maiduguri Museum), Maiduguri
- Musée de Makurdi (Makurdi Museum), Makurdi
- Musée d'Oron (en), Oron (non loin de Calabar)
- Musée d'Owo (en), Owo
- Musée de Potiskum (Potiskum Museum), Potiskum, État de Yobe
- Musée d'Uyo (Uyo Museum), Uyo
- Musée de Yola (Yola Museum), Yola